# Whitford (Alberta)
Whitford est un hameau (hamlet) du Comté de Lamont, situé dans la province canadienne d'Alberta.